# Escola Superior de Educação Física da Universidade de Pernambuco
Fundada em 1946, a Escola Superior de Educação Física da Universidade de Pernambuco - ESEF é a primeira faculdade direcionada à educação física no Nordeste e a segunda do País, sendo reconhecida nacionalmente como Centro de Excelência até o ano de 2016. A ESEF é ainda a única do Norte-Nordeste a contar com laboratório do Centro Nacional de Excelência Esportiva (CENESP), que possui os mais modernos equipamentos em nível mundial para avaliação física.
Atualmente, seu curso de Educação Física é considerado um dos melhores do Brasil pelo Guia do Estudante, obtendo 4 estrelas,  e pelo MEC, obtendo conceito máximo no ENADE. 